# Globo d'oro al miglior cortometraggio
Il Globo d'oro al miglior cortometraggio è un premio assegnato ogni anno al miglior cortometraggio italiano.

## Albo d'oro
I vincitori sono indicati in grassetto, a seguire gli altri candidati.

### Anni 2010
- 2010: La pagella, regia di Alessandro Celli[1]
- 2011: Deu ci sia, regia di Gianluca Tarditi
- 2012
  - La casa di Ester, regia di Stefano Chiodini
  - Pollicino, regia di Cristiano Anania
  - Tiger Boy, regia di Gabriele Mainetti
- 2013
  - L'appuntamento, regia di Gianpiero Alicchio
  - L'esecuzione, regia di Enrico Iannaccone
  - La prima legge di Newton, regia di Piero Messina
  - Pre Carità, regia di Flavio Costa
- 2014
  - Sassiwood, regia di Antonio Andrisani e Vito Cea
  - Bike Roulette, regia di Davide Enrico Agosta
  - Io non ti conosco, regia di Stefano Accorsi
  - Mia, regia di Diego Botta
  - The Deep, regia di Haider Rashid
- 2015
  - Due piedi sinistri, regia di Isabella Salvetti
  - Articolo 4, regia di Paolo Zaffaina, Alberto Guariento e Matteo Manzi
  - A vuoto, regia di Adriano Giotti
  - L'impresa, regia di Davide Labanti
  - Sugar Plum fairy, regia di Marco Renda
- 2016
  - Tra le dita, regia di Cristina Ki Casini
  - Dove l'acqua con altra acqua si confonde, regia di Massimo Loi
  - Non senza di me, regia di Brando De Sica
  - Quello che non si vede, regia di Dario Samuele Leone
  - Varicella, regia di Fulvio Risuleo
- 2017
  - Penalty, regia di Aldo Iuliano
  - Blue Screen, regia di Riccardo Bolo e Alessandro Arfuso
  - Buffet, regia di Alessandro D'Ambrosi e Santa De Santis
  - Confino, regia di Nico Bonomolo
  - Uno scatto d'autore, regia di Consuelo Pascali
- 2018
  - Stai sereno, regia di Daniele Stocchi
  - Colapesce, regia di Vladimir Di Prima
  - Così in terra, regia di Pier Lorenzo Pisano
  - La giornata, regia di Pippo Mezzapesa
  - La giraffa senza gamba, regia di Fausto Romano
- 2019: Olmo, regia di Davide Calvaresi

### Anni 2020
- 2020
  - L'amore oltre il tempo, regia di Emanuele Pellecchia
  - Delitto naturale, regia di Valentina Bertuzzi
  - Gli occhi dell'altro, regia di Rosario Errico
- 2021
  - La stanza più fredda, regia di Francesco Rossi[2]
  - L'ultimo whisky con il Cappellaio Matto, regia di Nello Petrucci
  - Tempi morti, regia di Damiano Monaco e Lucio Lionello
- 2022
  - Venti minuti, regia di Daniele Esposito[3][4]
  - Fiori, regia di Kristian Xipolias
  - La vera storia della partita di nascondino più grande del mondo, regia di Davide Morando, Irene Cotroneo e Paolo Bonfadini
- 2023
  - Grazie Michele, regia di Rosario Errico
  - La storia di Franco Zeffirelli, regia di Matteo Mascotto
  - La verità, regia di Miranda Angeli
- 2024
  - Unfitting, regia di Giovanna Mezzogiorno
  - Nel cognome che ho scelto, regia di Lorenzo Sepalone
  - L'ultima poesia, regia di Leonardo Petrillo